# Tramway de Rufisque
Le tramway de Rufisque aussi appelé le Decauville municipal de Rufisque, était un chemin de fer léger de 14 km de long à propulsion humaine avec écartement des rails de 400 et 600 mm à Rufisque au Sénégal

## Histoire
Vers 1860, au moins 1 500 tonnes et en 1867 environ 5 600 tonnes d'arachides non pelées étaient expédiées dans le port de Rufisque, qui y étaient amenées à dos de chameau. Selon des estimations plus récentes, ce chiffre aurait pu être supérieur à 23 000 tonnes en 1880.
Afin de simplifier le transport, le premier chemin de fer Decauville à propulsion humaine a été posé dans la ville vers 1880,. Au départ, des sociétés de négoce d'arachides individuelles, connues sous le nom d'escales, ont installé les rails de divers chemins de fer légers de leur propre initiative pour leurs propres besoins, mais plus tard, ces différents systèmes ont été regroupés dans un réseau municipal.

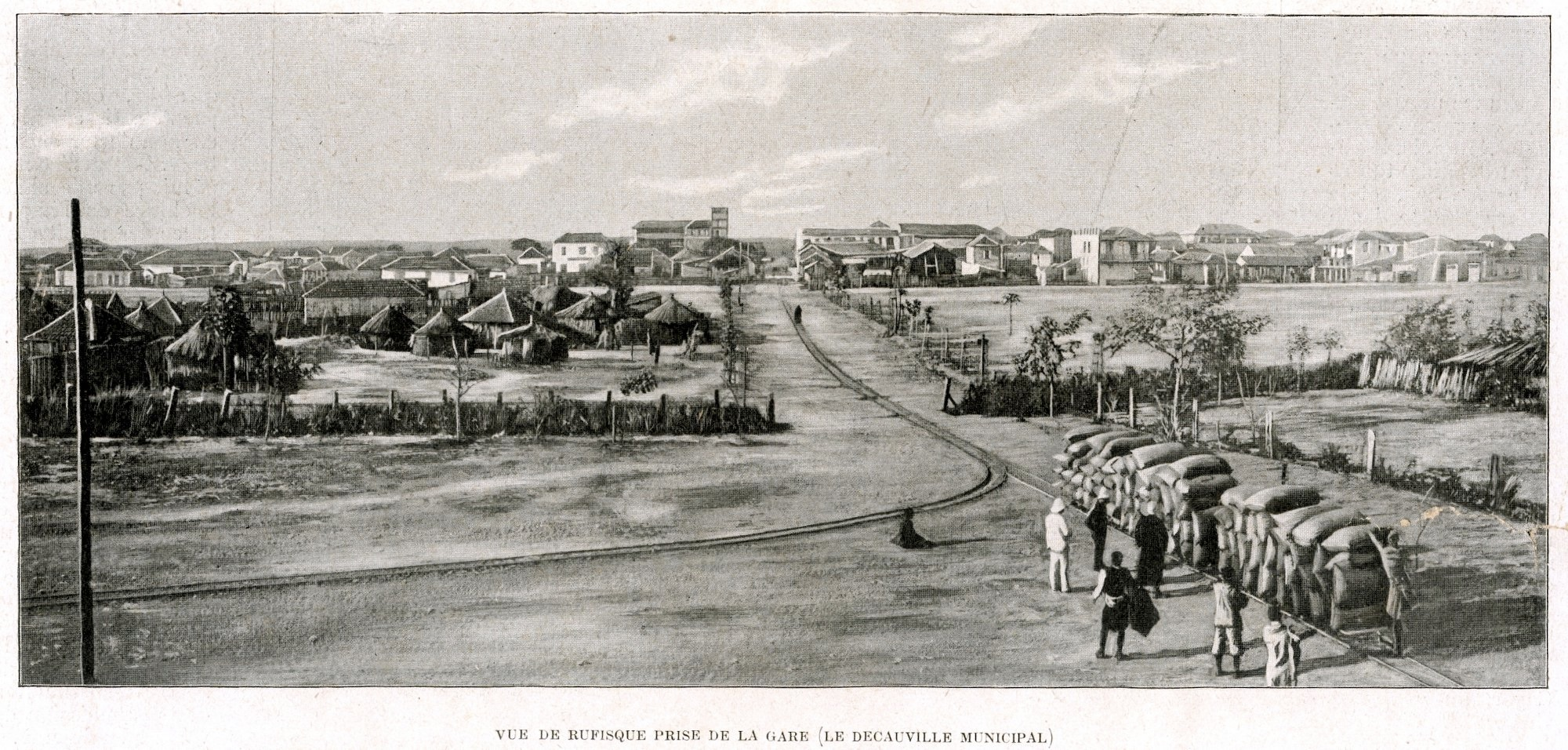
Le Decauville municipal, v. 1895.

À partir de 1883, il y avait aussi un chemin de fer à voie métrique de Rufisque à Dakar.
En raison de la profondeur insuffisante de l'eau dans le port pour les navires de haute mer, de petits bateaux transportaient les cacahuètes saccagées du quai aux navires ancrés à l'extérieur de la ville. Un navire de 1 200 tonneaux a mis quatre jours à Rufisque pour embarquer un chargement complet, soit un jour de plus que dans le port en eau profonde de Dakar. Vers 1905, il fut décidé de construire une jetée de 200 mètres de long.
Un péage de deux francs a dû être payé pour transporter une tonne de cacahuètes sur le chemin de fer de Decauville. Ce péage, qui constituait la principale source de revenus du budget de la ville, s'élevait à trois francs après la construction de la jetée, car la concurrence économique avec Dakar ne jouait plus depuis lors un rôle significatif pour Rufisque.
À partir de 1902, la situation économique de Rufisque s'aggrave parce que Dakar, à 28 km au nord-ouest, devient la capitale de l'Afrique occidentale française, après et grâce à la construction d'un port en haute mer et du chemin de fer à voie métrique, qui la rend plus accessible qu'auparavant. La population de Rufisque passe néanmoins durant cette période de 4 500 habitants en 1866 à 8 000 en 1891 et 15 000 en 1914.
En 1910, 1 660 navires accostent à Rufisque, important 50 000 tonnes et exportant 140 000 tonnes. L'importation la plus importante était le charbon.

Cartes postales anciennes du tramway de Rufisque.
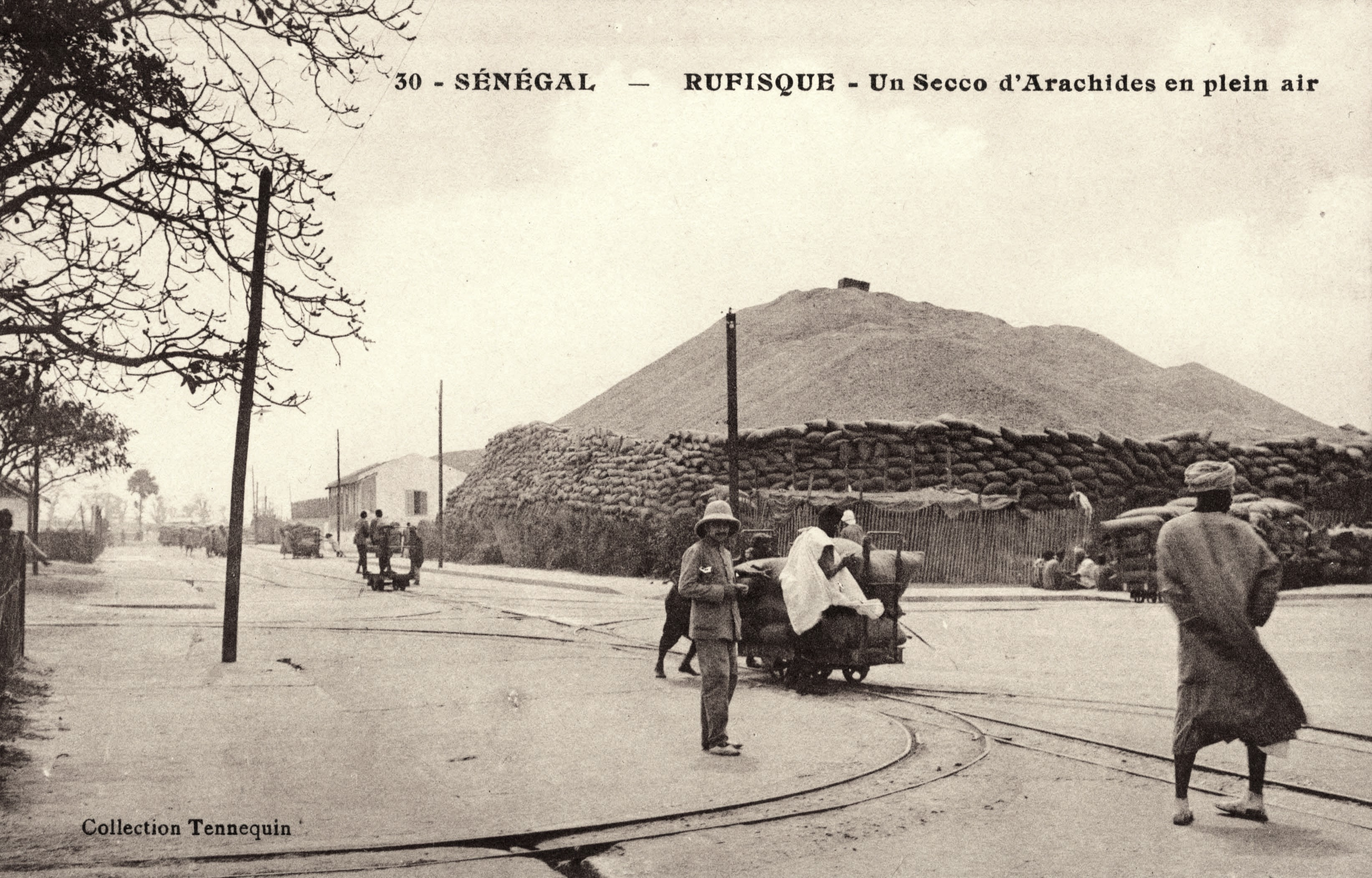
Dépôt de cacahuètes à ciel ouvert.
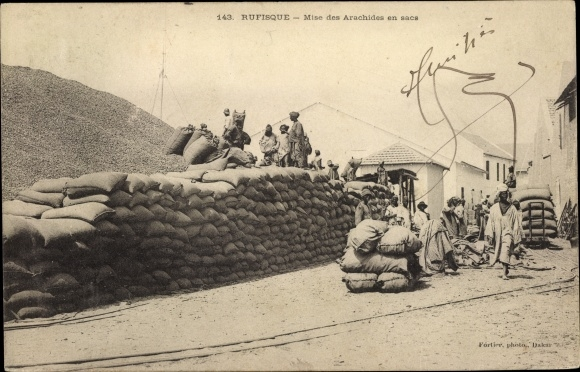
Conditionnement en sacs.
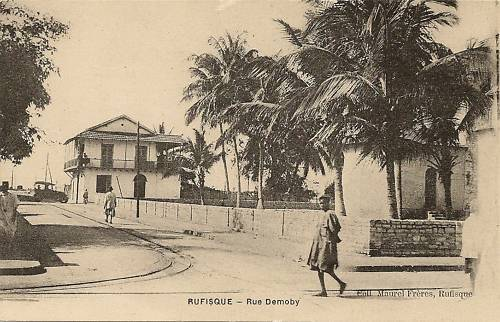
Rue Démoby.
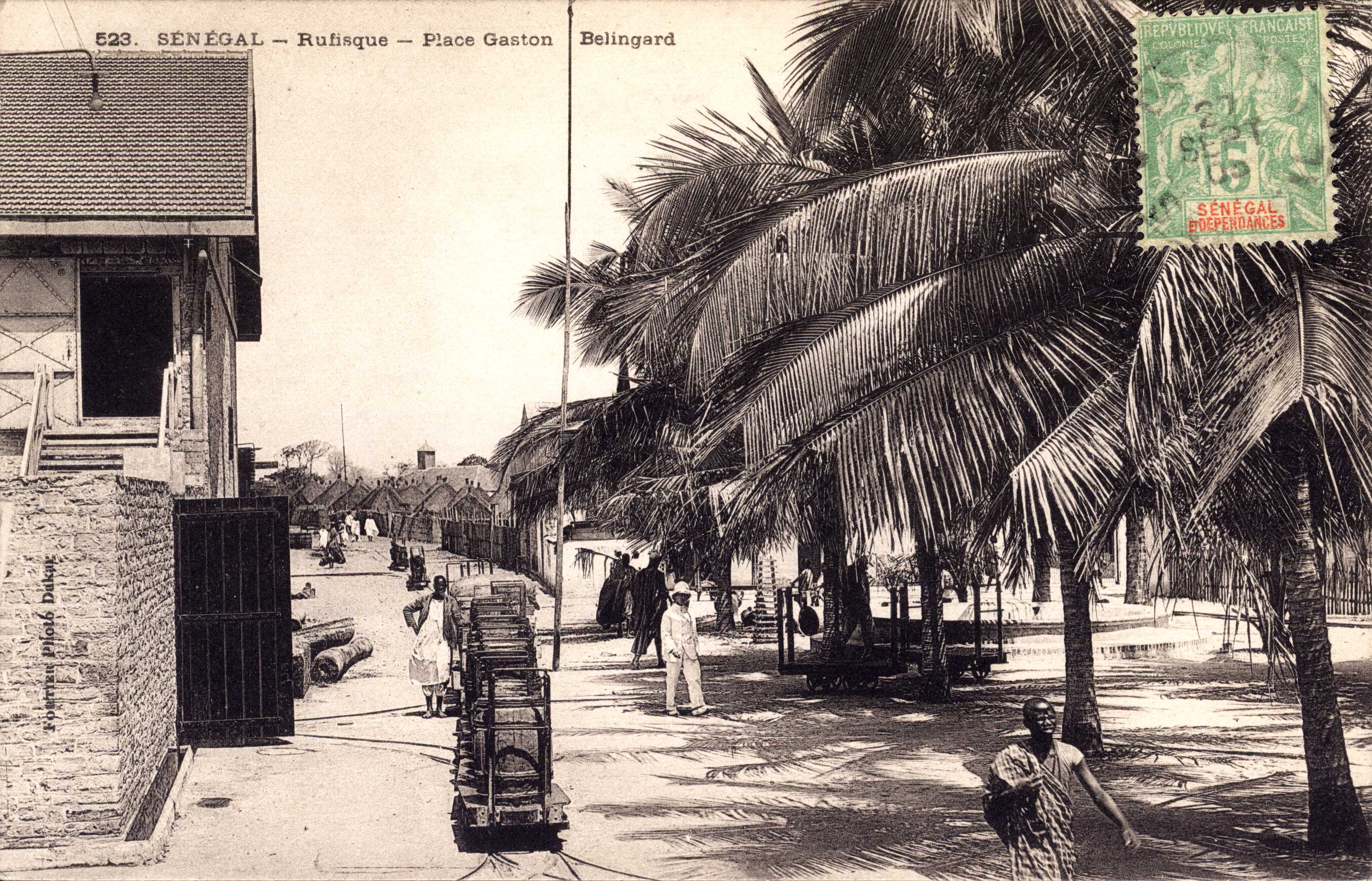
Place Gaston Belingard.
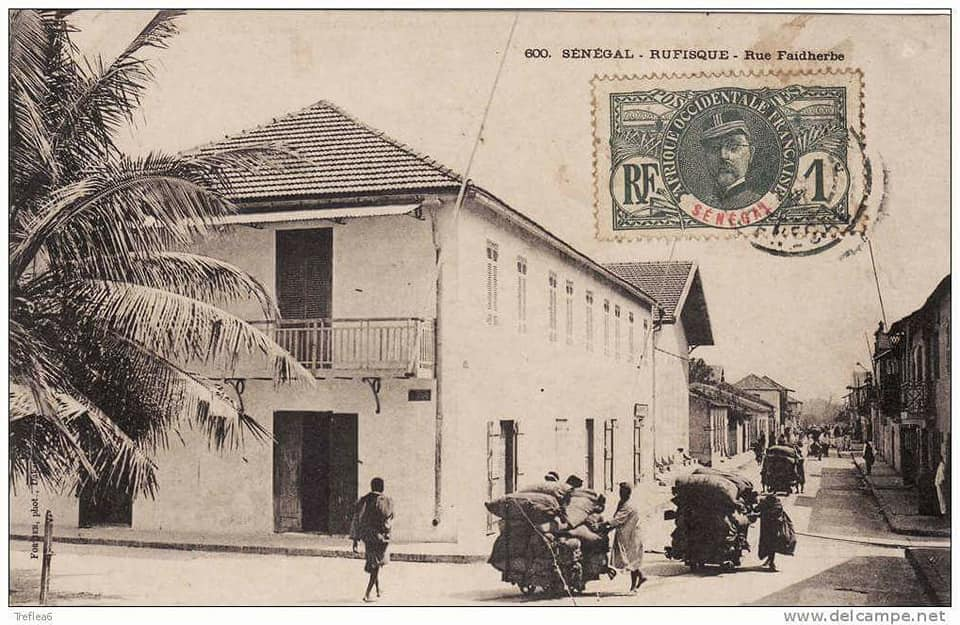
Rue Faidherbe.
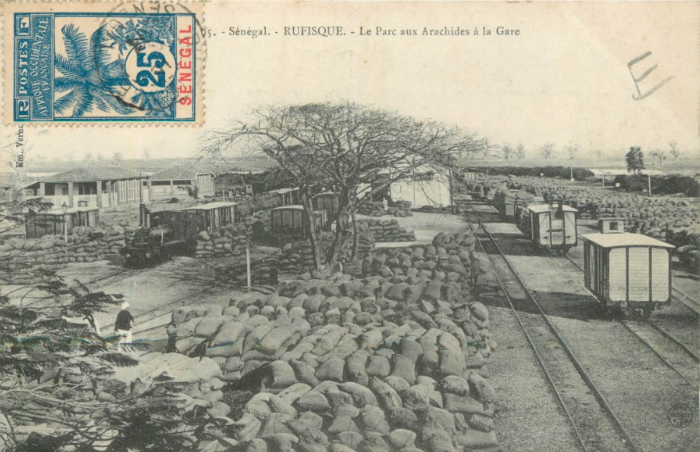
A droite : Decauville au 400 mm à la gare.